# アイザック・ドグボエ
アイザック・ドグボエ（Isaac Dogboe、1994年9月26日 - ）は、イギリスのプロボクサー。ガーナ・アクラ出身で、イングランド・ロンドンに移住した後、現在はアメリカ合衆国・フロリダ州タンパ在住。元WBO世界スーパーバンタム級王者。トレーナーは父親のポール・ドグボエ。

## 来歴

### アマチュア時代
2012年7月28日、ロンドンオリンピックにバンタム級で出場。1回戦で日本の清水聡に9-10の判定で敗れた。

### プロ時代
2013年8月30日、ベルンでトース・チャバとデビュー戦を行い、3回KO勝ちを収めデビュー戦を白星で飾った。
2017年7月22日、アクラのブコム・ボクシング・アリーナでハビエル・チャコンと対戦し、チャコンが6回終了時に棄権したした為、WBOインターナショナル王座の初防衛に成功した。
2018年1月6日、アクラのブコム・ボクシング・アリーナでWBO世界スーパーバンタム級1位のセサール・フアレスとWBO世界スーパーバンタム級暫定王座決定戦を行い、5回2分12秒TKO勝ちを収め王座獲得に成功した。
2018年4月28日、フィラデルフィアのリアコーラス・センターで正規王者のヘスス・マグダレノと団体内王座統一戦を行い、11回1分38秒TKO勝ちを収め団体内王座統一に成功（暫定王座の初防衛）すると共に、正規王座に認定された。
2018年8月25日、アリゾナ州グレンデールで大竹秀典と対戦し、初回2分18秒TKO勝ちした。
2018年10月2日、ボブ・アラムのトップランク社と契約した。
2018年12月8日、フールー・シアターにてワシル・ロマチェンコVSホセ・ペドラザの前座でエマヌエル・ナバレッテと対戦し、12回判定負けで王座から陥落した。
2019年5月11日、エマヌエル・ナバレッテとダイレクトリマッチで再戦しで再戦するも、返り討ちにあい12R2分2秒TKOで再び敗北した。
2023年4月1日、タルサのハード・ロック・ホテル & カジノにてロベイシ・ラミレスとWBO世界フェザー級王座決定戦を行い、12回0-3の判定負けを喫し王座獲得に失敗した。
2023年11月18日、マンチェスター・アリーナでWBCフェザー級シルバー王者ニック・ボールと対戦し、12回判定負けで王座獲得に失敗した。

## 獲得タイトル
- 西アフリカボクシング連合フェザー級王座
- WBOアフリカフェザー級王座
- WBOオリエンタルフェザー級王座
- WBC世界フェザー級シルバーユース王座
- WBOインターナショナルスーパーバンタム級王座
- WBO世界スーパーバンタム級暫定王座（防衛0=正規王座に認定）
- WBO世界スーパーバンタム級王座（防衛1）